# Cyanallagma
Cyanallagma – rodzaj ważek z rodziny łątkowatych (Coenagrionidae).

## Podział systematyczny
Do rodzaju należą następujące gatunki:
- Cyanallagma angelae Lencioni, 2001
- Cyanallagma bonariense (Ris, 1913)
- Cyanallagma corbeti Costa, Santos & de Souza, 2009
- Cyanallagma demoiselle Denck, Ehlert & Pinto, 2023
- Cyanallagma ferenigrum De Marmels, 2003
- Cyanallagma interruptum (Selys, 1876)
- Cyanallagma nigrinuchale (Selys, 1876)
- Cyanallagma trimaculatum (Selys, 1876)